# Eriberto Mendoza
Eriberto Mendoza (Renca, 1855 - Buenos Aires, 13 de diciembre de 1927) fue un comerciante y político argentino que fue Gobernador de la Provincia de San Luis a fines del siglo XIX.

## Biografía
Era hijo de Ladislao Mendoza, un importante comerciante del norte de la Provincia de San Luis, y fue hermano de Toribio y Gerónimo Rafael Mendoza, que fueron también gobernadores de la provincia. Se educó en un colegio inglés de Buenos Aires.
De regreso en San Luis, permaneció en el interior de la provincia, dedicado al comercio y algunas actividades ganaderas. En 1874 se trasladó a la capital provincial y junto a sus hermanos organizó el Partido Autonomista Nacional en la provincia. Fue legislador ptovincial durante los mandatos de Rafael Cortés y de su hermano Toribio. Fue diputado nacional entre 1880 y 1884, apoyando la política del presidente Julio Argentino Roca.
En 1884, a los 29 años de edad, fue elegido gobernador de la provincia. Sostuvo la orientación política fuertemente dirigida a la promoción de la educación, manteniéndose su provincia en el tercer lugar en las estadísticas educativas del país. Edificó los edificios de dos grandes escuelas en la capital y dos más pequeñas en Renca. Inauguró una persistente política de inversión pública en obras de regadío, iniciando las obras de los diques Cruz de Piedra y Potrero de los Funes, además de numerosos canales de regadío en las cercanías de la capital y de su pueblo natal.
Inició la publicación quincenal del Boletín Oficial del Gobierno de la Provincia, sostuvo una favorable administración de los recursos, insistiendo en el puntual cumplimiento del pago de impuestos. Organizó las primeras comisiones municipales de los pueblos de la provincia —hasta entonces sólo las había en la capital y en Villa Mercedes— incluyendo Saladillo (cabecera entonces del Departamento Coronel Pringles), Renca (que fue cabecera del Departamento Chacabuco), Dolores, San Martín, Santa Rosa de Conlara, Merlo, Luján, Quines y Candelaria. También les dio sus nombres a los ocho departamentos de la provincia (excepto el de Gobernador Dupuy, que sería creado en el siglo XX).
Tras dejar su cargo, fue ministro del segundo gobierno de Zoilo Concha. Fue elegido diputado nacional en 1888, y senador nacional en 1892, ocupando ese cargo por 27 años, merced a dos reelecciones.
Durante la revolución de 1904 contra su hermano el gobernador Gerónimo Mendoza, éste fue arrestado junto con el senador Eriberto Mendoza por los partidarios de Francisco F. Sarmiento. Fue liberado por la intervención federal dirigida por Francisco Julián Beazley.